# Les Farges
Les Farges – miejscowość i gmina we Francji, w regionie Nowa Akwitania, w departamencie Dordogne.
Według danych na rok 1990 gminę zamieszkiwało 228 osób, a gęstość zaludnienia wynosiła 28 osób/km² (wśród 2290 gmin Akwitanii Les Farges plasuje się na 949. miejscu pod względem liczby ludności, natomiast pod względem powierzchni na miejscu 1195.).